# Munții Blue Ridge

Localizarea Munților Blue Ridge în interiorul munților Apalași.

Blue Ridge Mountains este un masiv muntos situat în partea de est a SUA, el aparține de Munții Apalași. In cadrul masivului se află munții  Springer Mountain și Muntele Mitchell (2037 m) care este cel mai înalt punct la est de Fluviul Mississippi. Masivul este traversat de drumurile turistice Appalachian Trail și „Blue Ridge Parkway” care trece peste coamele munților și pe lângă „Civil Conservation Corps” construit în timpul președintelui Franklin D. Roosevelt și care comemorează perioada Great Depression (Marea criză economică) din anul 1929.
Primul cântăreț care a cuprins în repertoarul său „Take Me Home, Country Roads” masivul muntos  a fost John Denver în anul 1971.

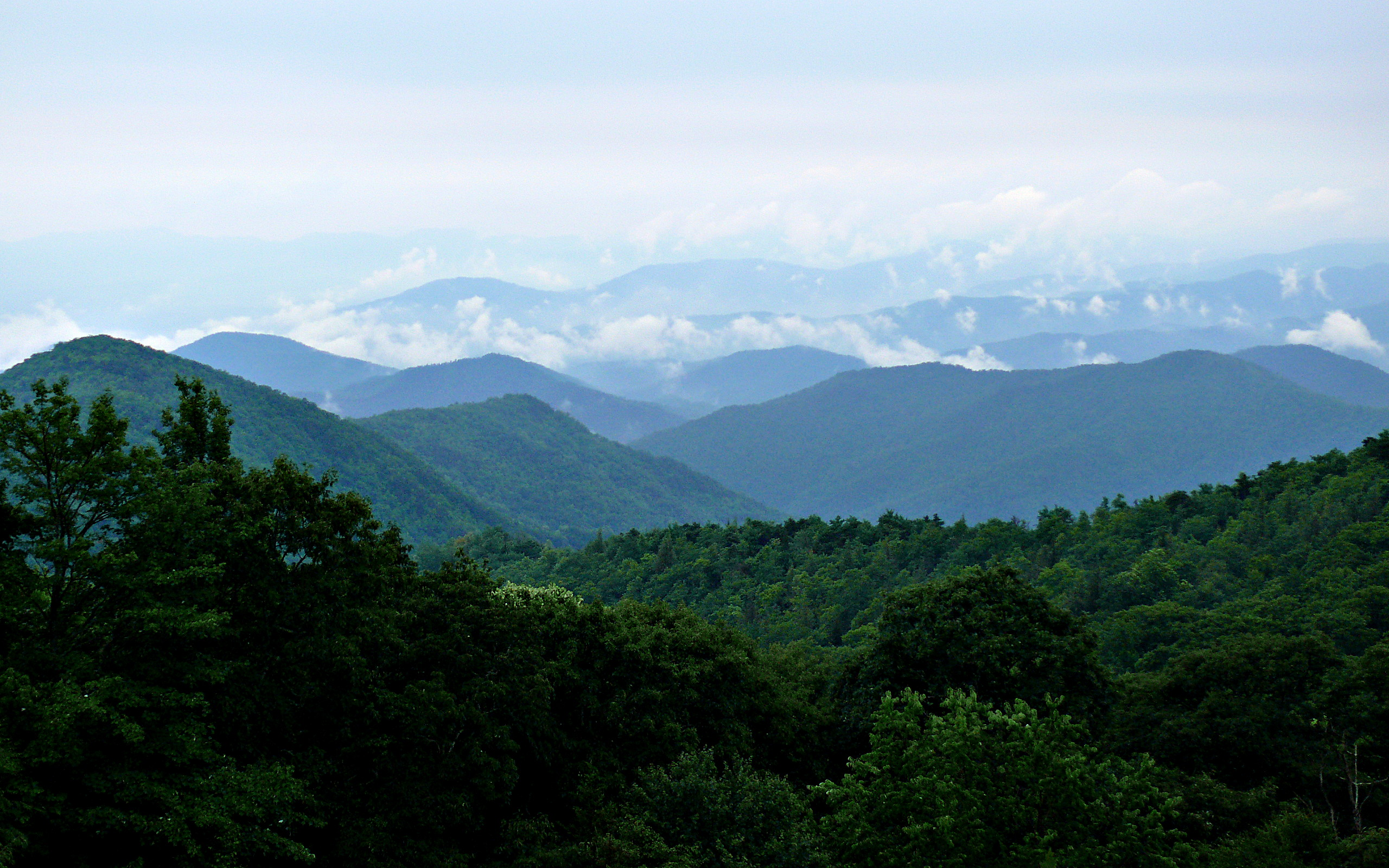
Peisaj cu panorama munților